# Sparrmannia flava
Sparrmannia flava är en skalbaggsart som beskrevs av Gilbert John Arrow 1917. Sparrmannia flava ingår i släktet Sparrmannia och familjen Melolonthidae. Inga underarter finns listade i Catalogue of Life.